# Barnabás Kelemen
Dans le nom hongrois Kelemen Barnabás, le nom de famille précède le prénom, mais cet article utilise l’ordre habituel en français Barnabás Kelemen, où le prénom précède le nom.
 (juin 2013).
Barnabás Kelemen, né le 12 juin 1978 à Budapest est un violoniste et pédagogue hongrois.

## Biographie
Barnabás Kelemen étudie le violon dès l'âge de six ans avec Valéria Baranyai avant d'être admis à onze ans à l'Académie Franz Liszt dans la classe d'Eszter Perényi (hu). Il obtient son diplôme en 2001. Lors de son séjour à l'Académie, il participe à des master classes avec des musiciens de renom comme Isaac Stern, György Kurtág,  Sergiu Luca et Thomas Zehetmair.
En 1999, il remporte le premier prix du Concours international de violon Mozart à Salzbourg, et en 2002, il remporte la médaille d'or au Concours international de violon d'Indianapolis. En 2006, la Croix de Chevalier du Mérite de la République de Hongrie lui est attribuée (division civile).
Depuis 2005, il enseigne à l'Académie de musique Franz-Liszt. Il est également professeur invité permanent à l'université américaine de Bloomington (Indiana).
Barnabás Kelemen a reçu de l'État hongrois un violon Guarneri de 1742 ayant appartenu à Dénes Kovács.
Barnabás Kelemen est le petit-fils du violoniste tsigane Pali Pertis (hu) et le fils de la claveciniste Zsuzsa Pertis et de Pál Kelemen (né à Hobol en 1945), un violoncelliste membre fondateur de l'Orchestre de chambre Franz Liszt. Il est l'époux de la violoniste et altiste Katalin Kokas (hu).

## Le quatuor Kelemen
En 2009, il fonde le quatuor Kelemen avec son épouse ainsi qu'avec Gábor Homoki et Dóra Kokas. Le quatuor s'est produit en Europe (Suisse, Italie, Autriche, Slovénie, Allemagne, Croatie), en Australie, en Chine et aux États-Unis.

## Enregistrements
Barnabás Kelemen a enregistré douze albums, dont un avec son quatuor.

## Prix et récompenses (sélection)
- 1997 : Concours international de violon Joseph Szigeti : deuxième prix
- 1999 : Concours international de violon Mozart à Salzbourg : premier prix
- 2001 : Concours musical international Reine Élisabeth de Belgique[1] : troisième prix (prix du Comte de Launoit)
- 2002 : Concours international de violon d'Indianapolis : médaille d'or
- 2003 : Prix Kossuth
- 2003 : Prix Franz Liszt (hu)
- Avec le quatuor Kelemen :
  - septembre 2011 : Concours musical international de Pékin : premier prix
  - juillet 2011 : Concours international de musique de chambre de Melbourne : troisième prix